# St. Leonhard (Stödtlen)

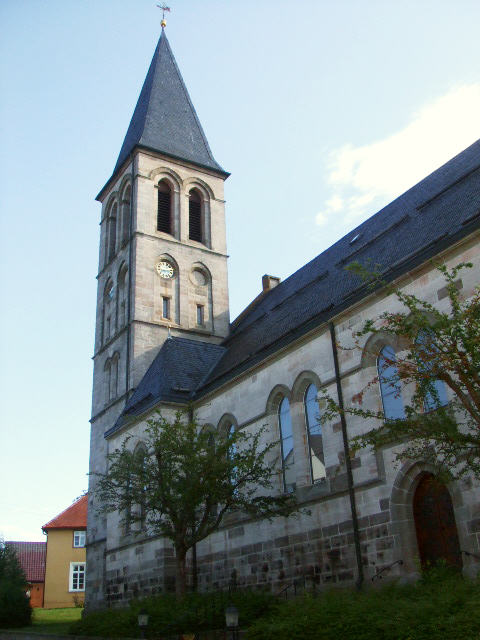
St. Leonhard in Stödtlen

Die römisch-katholische Pfarrkirche St. Leonhard in Stödtlen ist ein geschütztes Kulturdenkmal nach dem Denkmalschutzgesetz. Sie steht in Stödtlen, einer Gemeinde im Ostalbkreis in Baden-Württemberg. Die Kirchengemeinde gehört zum Dekanat Ostalb der Diözese Rottenburg-Stuttgart.

## Beschreibung
Die Saalkirche wurde 1894 nach einem Entwurf von Joseph Cades im Baustil der Neugotik aus Quadermauerwerk errichtet. Sie besteht aus einem Langhaus, einem eingezogenen Chor mit Fünfachtelschluss im Norden und einem Chorflankenturm auf quadratischem Grundriss an dessen Westwand. Seine oberen Geschosse beherbergen die Turmuhr und darüber hinter den als Biforien gestalteten Klangarkaden den Glockenstuhl. Darauf sitzt ein spitzes, schiefergedecktes Pyramidendach. 
Der Innenraum des Langhauses ist mit einem Tonnengewölbe überspannt, der des Chors mit einem Rippengewölbe. 